# StarCraft II: Heart of the Swarm
StarCraft II: Heart of the Swarm este un pachet de expansiune al jocului-video științifico-fantastic militar de strategie în timp real StarCraft II: Wings of Liberty produs de Blizzard Entertainment. Heart of the Swarm este a doua parte plănuită a trilogiei StarCraft II, în timp ce a treia parte este numită Legacy of the Void.
Pachetul de expansiune include unități suplimentare și modificări de multiplayer față de Wings of Liberty, precum și o companie cu rasa Zerg prezentând-o pe  Sarah Kerrigan și eforturile sale de a recâștiga controlul asupra roiului și de a se răzbuna pe comandantul suprem al Dominionului uman, Arcturus Mengsk.

## Legături externe
- StarCraft II: Heart of the Swarm at Blizzard Entertainment
- Heart of the Swarm FAQ at Blizzard Entertainment